# Ctenogobiops
Ctenogobiops é um género de peixe da família Gobiidae e da ordem Perciformes.

## Espécies
- Ctenogobiops aurocingulus (Herre, 1935)[3]
- Ctenogobiops crocineus (Smith, 1959)
- Ctenogobiops feroculus (Lubbock & Polunin, 1977)[4]
- Ctenogobiops formosa (Randall, Shao & Chen, 2003)[5]
- Ctenogobiops maculosus (Fourmanoir, 1955)
- Ctenogobiops mitodes (Randall, Shao & Chen, 2007)[6]
- Ctenogobiops phaeostictus (Randall, Shao & Chen, 2007)[6]
- Ctenogobiops pomastictus (Lubbock & Polunin, 1977)[4]
- Ctenogobiops tangaroai (Lubbock & Polunin, 1977)[4][7][8][9][10][11][12][13]